# 경산시장
경산시장은 경상북도 경산시의 시장이다. 

## 역대 경산시장
| 대수     | 시장   | 임기                                | 비고     |
| -------- | ------ | ----------------------------------- | -------- |
| 초대     | 김병욱 | 1989년 1월 1일 ~ 1990년 7월 5일     | 관선     |
| 2대      | 김수생 | 1990년 7월 5일 ~ 1992년 6월 30일    | 관선     |
| 3대      | 조용수 | 1992년 7월 3일 ~ 1992년 11월 18일   | 관선     |
| 4대      | 신의웅 | 1992년 11월 19일 ~ 1993년 12월 27일 | 관선     |
| 5대      | 최재영 | 1993년 4월 28일 ~ 1994년 12월 31일  | 관선     |
| 6대      | 최재영 | 1995년 1월 1일 ~ 1995년 3월 29일    | 관선     |
| 7대      | 안윤식 | 1995년 4월 11일 ~ 1995년 6월 30일   | 관선     |
| 8대      | 최희욱 | 1995년 7월 1일 ~ 1998년 6월 30일    | 민선 1기 |
| 9대      | 최희욱 | 1998년 7월 1일 ~ 2002년 6월 30일    | 민선 2기 |
| 10대     | 윤영조 | 2002년 7월 1일 ~ 2004년 11월 25일   | 민선 3기 |
| 권한대행 | 백준호 | 2004년 11월 26일 ~ 2005년 5월 1일   | 민선 3기 |
| 11대     | 최병국 | 2005년 5월 1일 ~ 2006년 6월 30일    | 민선 3기 |
| 12대     | 최병국 | 2006년 7월 1일 ~ 2010년 6월 30일    | 민선 4기 |
| 13대     | 최병국 | 2010년 7월 1일 ~ 2012년 11월 15일   | 민선 5기 |
| 권한대행 | 이태암 | 2011년 8월 18일 ~ 2011년 12월 31일  | 민선 5기 |
| 권한대행 | 정병윤 | 2012년 1월 1일 ~ 2012년 12월 19일   | 민선 5기 |
| 14대     | 최영조 | 2012년 12월 20일 ~ 2014년 6월 30일  | 민선 5기 |
| 15대     | 최영조 | 2014년 7월 1일 ~ 2022년 6월 30일    | 민선 6기 |
| 17대     | 조현일 | 2022년 7월 1일 ~                    | 민선 8기 |

## 같이 보기
- 경산시장 선거